# زیردریایی یو-۹۵۲
زیردریایی یو-۹۵۲ (به انگلیسی: German submarine U-952) یک زیردریایی است که طول آن ۶۷٫۱ متر (۲۲۰ فوت ۲ اینچ) می‌باشد. این زیردریایی در سال ۱۹۴۲ ساخته شد.